# Kasansaj
Kasansaj (rusky Касансай) je řeka v Kyrgyzstánu a v Uzbekistánu. Její délka činí 127 km. Povodí má rozlohu 1780 km². Na horním roku se nazývá Čalkidysaj.

## Průběh toku
Pramení na jižním svahu Čatkalského hřbetu. Teče nejprve úzkou horskou dolinou a na dolním toku vstupuje do Ferganské kotliny. Je pravým přítokem Syrdarji.

## Vodní stav
Průměrný dlouhodobý průtok u vesnice Bajmak ve vzdálenosti 52 km od ústí činí 11,6 m³/s.

## Využití
Na dolním toku pod vesnicí Bajmak se rozebírá na zavlažování. V Kyrgyzstánu nedaleko hranic s Uzbekistánem na ní byla vybudována přehradní nádrž Kasansaj.